# Gran Premi de l'est dels Estats Units del 1983
Gran Premi de l'est dels Estats Units del 1983 Resultats del Gran Premi de l'est dels Estats Units de la Temporada 1983 de Fórmula 1, disputat al circuit urbà de Detroit el 5 de juny del 1983.
| Posició | Número | Pilot              | Equip               | Voltes | Temps/ Retirada  | Posició de sortida | Punts |
| ------- | ------ | ------------------ | ------------------- | ------ | ---------------- | ------------------ | ----- |
| 1       | 3      | Michele Alboreto   | Tyrrell - Ford      | 60     | 1h 50' 54. 3     | 6                  | 9     |
| 2       | 1      | Keke Rosberg       | Williams - Ford     | 60     | + 7.702 s        | 12                 | 6     |
| 3       | 7      | John Watson        | McLaren - Ford      | 60     | + 9.283 s        | 21                 | 4     |
| 4       | 5      | Nelson Piquet      | Brabham - BMW       | 60     | + 1' 12.185 min. | 2                  | 3     |
| 5       | 2      | Jacques Laffite    | Williams - Ford     | 60     | + 1' 32.603 min. | 20                 | 2     |
| 6       | 12     | Nigel Mansell      | Lotus - Ford        | 59     | + 1 Volta        | 14                 | 1     |
| 7       | 30     | Thierry Boutsen    | Arrows - Ford       | 59     | + 1 Volta        | 10                 |       |
| 8       | 15     | Alain Prost        | Renault             | 59     | + 1 Volta        | 13                 |       |
| 9       | 36     | Bruno Giacomelli   | Toleman - Hart      | 59     | + 1 Volta        | 17                 |       |
| 10      | 26     | Raul Boesel        | Ligier - Ford       | 58     | + 2 Voltes       | 23                 |       |
| 11      | 29     | Marc Surer         | Arrows - Ford       | 58     | + 2 Voltes       | 5                  |       |
| 12      | 23     | Mauro Baldi        | Alfa Romeo          | 56     | + 4 Voltes       | 25                 |       |
| 13      | 8      | Niki Lauda         | McLaren - Ford      | 49     | Suspensions      | 18                 |       |
| NC      | 33     | Roberto Guerrero   | Theodore - Ford     | 38     |                  | 11                 |       |
| Ret     | 34     | Johnny Cecotto     | Theodore - Ford     | 34     | Caixa canvi      | 26                 |       |
| Ret     | 22     | Andrea de Cesaris  | Alfa Romeo          | 33     | Turbo            | 8                  |       |
| Ret     | 28     | René Arnoux        | Ferrari             | 31     | Part elèctrica   | 1                  |       |
| Ret     | 4      | Danny Sullivan     | Tyrrell - Ford      | 30     | Part elèctrica   | 16                 |       |
| Ret     | 25     | Jean Pierre Jarier | Ligier - Ford       | 29     | Part mecànica    | 19                 |       |
| Ret     | 9      | Manfred Winkelhock | ATS - BMW           | 26     | Col·lisió        | 22                 |       |
| Ret     | 35     | Derek Warwick      | Toleman - Hart      | 25     | Motor            | 9                  |       |
| Ret     | 6      | Riccardo Patrese   | Brabham - BMW       | 24     | Frens            | 15                 |       |
| Ret     | 11     | Elio de Angelis    | Lotus - Renault     | 5      | Caixa de canvi   | 4                  |       |
| Ret     | 16     | Eddie Cheever      | Renault             | 4      | Distribuïdor     | 7                  |       |
| Ret     | 32     | Piercarlo Ghinzani | Osella - Alfa Romeo | 4      | Sobreescalfament | 24                 |       |
| Ret     | 27     | Patrick Tambay     | Ferrari             | 0      | Motor            | 3                  |       |
| Ret     | 31     | Corrado Fabi       | Osella - Ford       |        |                  | 0                  |       |

## Altres
- Pole: René Arnoux 1' 44. 734

- Volta ràpida: John Watson 1' 47. 668 (a la volta 55)